# Мужская сборная Тринидада и Тобаго по хоккею на траве
Мужская сборная Тринидада и Тобаго по хоккею на траве (англ. Trinidad and Tobago men's national field hockey team) — мужская сборная по хоккею на траве, представляющая Тринидад и Тобаго на международной арене. Управляющим органом сборной выступает ассоциация «Trinidad and Tobago Hockey Board».
Сборная занимает (по состоянию на 16 июня 2014) 29-е место в рейтинге Международной федерации хоккея на траве (FIH).

## Результаты выступлений

### Мировая лига
- 2012/13 — 26-е место
- 2014/15 —

### Игры Содружества
- 1998 — ниже 4-го места (не ранжировано)
- 2002 — не участвовали
- 2006 — 10-е место
- 2010 — 10-е место
- 2014 — 10-е место

### Панамериканские игры
- 1967 —
- 1971 — 7-е место
- 1975—1979 — не участвовали
- 1983 — 7-е место
- 1987 — 5-е место
- 1991 — 7-е место
- 1995 — 5-е место
- 1999 — 6-е место
- 2003 — 6-е место
- 2007 — 4-е место
- 2011 — 7-е место

### Панамериканский чемпионат
- 2000 — не участвовали
- 2004 — 4-е место
- 2009 — 5-е место
- 2013 —

### Игры Центральной Америки и Карибского бассейна
- 1982 — 4-е место
- 1986 —
- 1990 — 4-е место
- 1993 —
- 1998 —
- 2002 —
- 2006 —
- 2010 —
- 2014 — [2]